# Brezovo Polje (Glina)
Brezovo Polje es una localidad de Croacia en el ejido de la ciudad de Glina, condado de Sisak-Moslavina.

## Geografía
Se encuentra a una altitud de 359 m s. n. m. a 102 km de la capital nacional, Zagreb.

## Demografía
En el censo 2011, el total de población de la localidad fue de 25 habitantes.